# Vereinte Patrioten
„Vereinte Patrioten“ (auch „Deutschland Tag X“ oder „Kaiserreichsgruppe“) nannte sich eine deutsche rechtsterroristische Gruppe aus der Reichsbürgerbewegung und der „Querdenker“-Bewegung. Sie entstand im Herbst 2021 und wurde im April 2022 bekannt. Bis Ende 2023 wurden elf Personen als mutmaßliche Mitglieder oder Unterstützer der Gruppe festgenommen.
Mindestens fünf davon planten Sprengstoffanschläge auf das Stromnetz, die Entführung des Gesundheitsministers Karl Lauterbach und die Absetzung der Bundesregierung, um einen Bürgerkrieg auszulösen und einen Umsturz der Staatsordnung an einem „Tag X“ herbeizuführen. Der Generalbundesanwalt klagte diese fünf wegen der Bildung einer terroristischen Vereinigung (§ 129a StGB), Vorbereitung einer schweren staatsgefährdenden Gewalttat (§ 89a StGB) und weiterer Straftaten an. Im März 2025 verurteilte das Oberlandesgericht Koblenz (OLG) sie dafür zu mehrjährigen Freiheitsstrafen.
Seit April 2024 finden an verschiedenen deutschen Gerichten getrennte Strafprozesse gegen insgesamt sieben weitere Beschuldigte der Gruppe statt.

## Entstehung
Als Gründer der „Vereinten Patrioten“ gelten Sven Birkmann aus Falkensee und Thomas O. aus Neustadt an der Weinstraße. Beide stammen aus der früheren DDR und waren in der Nationalen Volksarmee (NVA) ausgebildet worden. Ab März 2020 besuchten sie Proteste gegen Coronaschutzmaßnahmen, vernetzten sich auf Telegram mit Anhängern von Verschwörungstheorien und „Reichsbürgern“ und radikalisierten sich zu Demokratiegegnern.
Birkmann trug bei Coronaprotesten das Sankt-Georgs-Band, ein Symbol der „Nationalen Befreiungsbewegung Russlands“ (NOD). Auf Telegram radikalisierte er sich durch den von Markus Lowien geführten deutschen Ableger der NOD und Lowiens weitere Gruppe „DDay 2.0“, die Autobahnkreuze blockieren wollte. Im April 2021 gründete Birkmann den Telegramkanal „Veteranenpool“ für ehemalige Soldaten, die die Coronaproteste gegen Polizei abschirmen wollten. Der Kanal erhielt rasch großen Zulauf und teilte sich in Ländergruppen auf. Als Benutzer „Georg im Widerstand“ oder „Sven Georg“ administrierte Birkmann den „Veteranenpool“ und postete dort zu Beginn: „Wir ziehen nicht in den Krieg. Wir sind im Krieg. Es gilt, den Bann zu brechen.“
Im Juli 2021 traf sich der Führungsstab des Veteranenpools bei ihm in Falkensee und beschloss einen Einsatz bei der Flutkatastrophe im Ahrtal. Dafür hatten einige Reservisten eine Grundschule in Ahrweiler besetzt. Danach suchte Birkmann Verbündete für seine Umsturzpläne und gründete dazu im September 2021 die Telegramgruppe „Tag X Deutschland“. In ihr ging die Telegramgruppe „Vereinte Patrioten“ auf, die aus Sicherheitsgründen deaktiviert oder umbenannt wurde.
Thomas O. hatte sich seit Herbst 2020 darum bemüht, rechte Telegramgruppen für einen bundesweiten „Widerstand“ zu vereinen. Über die „Corona Rebellen Pfalz“ stieß er zu „Tag X Deutschland“ und wurde Birkmanns Stellvertreter. Als Nutzer „@ThomundAnni“ schrieb er von konkreten Anschlagsplänen, etwa auf das Stromnetz. Ende Oktober 2021 traf er Birkmann in Grünstadt erstmals persönlich und begann dann, neue Mitglieder für ihre gemeinsamen Umsturzpläne zu rekrutieren. Dazu gründeten beide im Oktober 2021 die geschlossene Telegramgruppe „Aktive Patrioten/Veteranen“. Sie umfasste rund 70 Mitglieder. Aus diesen Telegramgruppen entstanden die „Vereinten Patrioten“, die reale Umsturzpläne verfolgten.

## Treffen
Birkmann und Thomas O. organisierten mehrere konspirative Präsenztreffen auf abgelegenen Parkplätzen oder Grillhütten, das erste am 11. Dezember 2021 bei Bendorf (Rheinland-Pfalz). Teilnehmer gaben an, scharfe Waffen und eine militärische Ausbildung zum Herstellen und Verwenden von Sprengstoffen zu besitzen. Andere wollten diese Kenntnisse und Waffen erwerben und führten private Feindeslisten. Bei dem Treffen beriet man den Plan, einen großen Stromausfall herbeizuführen. Dabei soll Thomas O. Tote als „Kollateralschäden“ in Kauf zu nehmen verlangt haben. Man könne den Umgang mit Sprengsätzen auf einem Übungsplatz bei Falkensee üben. Thomas K. aus Bayern soll angeboten haben, Thermit zu besorgen. Dies bezeugte ein anwesender verdeckter Ermittler später.
Thomas O. berichtete Birkmann am 13. Dezember 2021 in einem abgehörten Telefonat: Er habe in Weinheim einen Mann (Bernd F. aus dem Raum Viernheim) kennengelernt, der „150 Mann, die nur auf einen Einsatzbefehl warten“, zur Verfügung stellen könne.
Am 18. Dezember 2021 in Kassel trafen sich 25 Personen, darunter erstmals Michael H. (44) aus Bad Zwischenahn und Elisabeth R. (75) aus Flöha (Sachsen). H. erklärte der Gruppe, man müsse in Deutschland wieder die Bismarcksche Reichsverfassung von 1871 einführen. Die Teilnehmer erhielten Dokumente, die sie als mögliche Abgeordnete eines neuen Parlaments ausweisen sollten. Ende Dezember 2021 traf Thomas O. den Leiter der „Corona-Rebellen Rheinland-Pfalz“ an einer Raststätte beim Autobahndreieck Nahetal. Dieser wollte möglichst bald digitale Infrastruktur mit Hackern angreifen. O. zog einen ganz Deutschland betreffenden Anschlag vor und deutete an, dass dieser schon geplant werde.
Am 12. Januar 2022 informierte Michael H. den „Reichsbürger“ Matthias H. in Offenburg über den Gruppenplan. In einem abgehörten Telefonat mit H. am 14. Januar erläuterte Birkmann dessen drei Teile: „Ins Fernsehstudio spazieren und jemand mitnehmen“, die Bundesrepublik „abschalten“ und den Schutz einer „konstituierenden Versammlung“ organisieren. Man habe schon Gegenmaßnahmen gegen erwartete Repressionen getroffen; wenn „alle Aktionen parallel“ abliefen, könne dabei nichts schiefgehen. H. bestätigte, „wenn das klappt, ist das die Befreiung der Nation“.
Bei folgenden Telefonkonferenzen beriet die Gruppe Birkmanns Idee, die Medien durch einen „Blackout“ auszuschalten und so die Bevölkerung für den Umsturz zu gewinnen. Am 15. Januar 2022 traf sich die Gruppe bei Schlotheim erneut und beriet, wie man Karl Lauterbach entführen könne. Dazu suchten sie dann Waffen und Schutzausrüstung, holten Angebote dafür ein und berieten Transportwege. Bei einer weiteren abgehörten Telefonkonferenz am 26. Januar 2022 besprachen Birkmann, Elisabeth R. und Michael H. erneut detailliert ihren Plan, die Reichsverfassung von 1871 wieder einzuführen, Lauterbach zu entführen, einen tage- oder wochenlangen landesweiten Stromausfall herbeizuführen und einen Bittbrief an Russlands Staatspräsident Wladimir Putin zu senden. Der Umsturz solle bald erfolgen, möglichst an einem Montag.
Im Februar 2022 traf Thomas O. einen als „Landser“ bekannten Neonazi aus Bayern. Dieser bot an, aus Ex-Jugoslawien „10 Tonnen Bohnen mit Löffeln“ (Handgranaten) zu besorgen. Damit wollte O. Strommasten an sieben deutschen Haupttrassen zerstören. Der bei dem Treffen anwesende verdeckte Ermittler empfahl einen vermeintlichen Waffenhändler. Bei diesem bestellte die Gruppe dann Kontaktminen, Sprengschnüre, Kurz- und Langwaffen und Bazookas für 12 Sprengorte im Westen und vier im Osten Deutschlands.
Am 20. Februar 2022 in Verden (Aller) besuchte die Gruppe den Rechtsextremisten Rigolf Hennig. Er hatte 2010 die Europäische Aktion gegründet, einen Zusammenschluss von Holocaustleugnern aus Deutschland, Österreich und der Schweiz. Die Gruppe hielt ihn als künftiges neues Staatsoberhaupt für geeignet. Er unterzeichnete für sie einen Brief an Russlands Staatsregierung mit der Bitte, den neuen deutschen Staat nach dem Umsturz anzuerkennen, sowie einen fingierten Haftbefehl für Karl Lauterbach. Beide Schriftstücke hatte Elisabeth R. verfasst. Bei diesem Treffen forderten rund zwölf Beteiligte, den geplanten Stromausfall im Mai 2022 herbeizuführen. David W. übergab eine Anzahlung für einen Waffenkauf.
Bei einem Treffen am 19. März 2022 bei Queienfeld (Thüringen) erfuhren die Teilnehmer die Pläne der Gruppe und deren Fortschritte. Thomas O. teilte sie in Regionalgruppen ein und verteilte Aufgaben mit dem Ziel, bundesweit kleine Zellen für die Umsetzung der Pläne aufzubauen. In der Region Trier stellte er eine Zelle zusammen und betreute sie.
Im März 2022 traf Birkmann in Bayern den früheren KSK-Soldaten Peter Wörner aus dem Raum Bayreuth und den Landschaftspfleger Christian Wendler aus Olbernhau (Sachsen). Sie hatten sich der „Reichsbürger“-Gruppe Patriotische Union angeschlossen und suchten bewaffnete Kämpfer für ihre eigenen Putschpläne. Es kam zu keiner Verständigung.
Nach Rigolf Hennigs Tod (18. März 2022) trafen sich etwa 15 Gruppenmitglieder am 9. April 2022 in Falkensee mit dem früheren Legida-Redner und späteren QAnon-Ideologen Hans-Joachim Müller. Sie suchten einen anderen Kandidaten als Oberhaupt ihres angestrebten Reiches und rund 330 Mitglieder für die angestrebte „konstituierende Versammlung“, die Müller unter seinen Anhängern anwerben sollte. Der Finanzberater David W., der schon beim Januartreffen dabei war, überbrachte Edelmetalle für den angestrebten Waffenkauf. Am 10. April 2022 reiste er nach Dubai. Er konnte bisher nicht gefasst werden.

## Ideologie
Sven Birkmann und Thomas O. radikalisierten sich während der Coronapandemie rasch zu Gegnern des demokratischen Systems der Bundesrepublik und übernahmen rechtsextreme Motive der Reichsbürgerideologie. Ab September 2021 beschrieb O. die staatlichen Coronamaßnahmen als „Faschismus“, „Krieg gegen das Volk“ und beispiellosen „Genozid“, gegen den man sich wehren müsse. Eine „Diktatur“ sei nicht mit gewaltlosen Protesten zu besiegen. Auch viele andere „Aktive Veteranen und Patrioten“ vertraten in ihrer Chatgruppe ein rechtsextremes Weltbild, sprachen etwa vom „Schuldkult“ und von „jüdischer Propaganda“ durch „Mainstream, Umerziehungsanstalten (Schulen) und Medien“. Alles dort Gelernte, auch der Holocaust, sei eine „große Lüge“. Die Coronaschutzmaßnahmen seien „faschistisch“ und sollten einen „Genozid“ und „Völkeraustausch“ durchsetzen. Sie empfahlen die Lektüre des Buchs „Der totale Widerstand“ von Hans von Dach, das unter anderem zur Sabotage von Strominfrastruktur anleitet. Alle waren sich einig, dass eine imaginäre „Elite“ hinter allem stecke, die Corona nur als „Nebelkerze“ zum Ablenken von ihren eigentlichen Zielen benutze. In wechselseitig verstärkten Gewaltfantasien wollten sie die neue Bundesregierung „an die Wand stellen“ und diese dann „rot färben“. Im Februar 2022 schrieb O.: „Wenn 1 Prozent die Eliten sind, die ganze Menschheit unterdrücken können, sollte jedem klar sein, dass dieses 1 Prozent ausgerottet werden muss, vollständig, damit nie wieder dieses Geschmeis jemals aufkommen kann“. Alle müssten dieses Ziel anstreben.
In abgehörten Telefonaten nannte Sven Birkmann die Flagge Israels eine „Judenfahne“ und beklagte, dass sie am Holocaustgedenktag (27. Januar) vor dem Reichstagsgebäude gehisst wurde. Er wollte sich am Tag X „das Frauenwahlrecht zurückholen“ (es abschaffen). In seinem späteren Strafprozess nannte er die alliierten Luftangriffe auf Dresden von 1945 einen von vielen „Genoziden“ der USA, sprach von einer den Deutschen angeblich „befohlenen Nachkriegsdemut“, rühmte die DDR und Wladimir Putin, lehnte die Europäische Union, den Euro, Windkraft, eine liberale Geflüchtetenpolitik und die Unterstützung der Ukraine ab, beklagte das Verbot, Kinder zu schlagen, vertrat die Verschwörungsideologien eines „Great Reset“ und einer „Neuen Weltordnung“ und behauptete, Deutschland sei spätestens seit Corona eine „Diktatur mit Zensur“.
Die habilitierte evangelische Theologin und Religionslehrerin Elisabeth Roth gilt als Kopf der Gruppe. Sie war seit 2006 pensioniert und publizierte seit 2016 fünf „Reichsbürger“-Pamphlete. Darin behauptete sie ein angebliches Weltherrschaftsstreben der Juden und stützte sich dazu auf die „Protokolle der Weisen von Zion“. Ein angebliches „Weltjudentum“ habe den Deutschen angeblich den „Krieg bzw. ihre Vernichtung erklärt“ und sei schuld an beiden Weltkriegen und an der „weltweiten Pandemie zwecks Vernichtung aller Nichtjuden als Nichtmenschen“. Dies vertrat sie noch im Sommer 2021 in einem Brief an Regierungen weltweit, um sie zum Eingreifen gegen die Bundesrepublik zu bewegen. Sie lehnt die Bundesrepublik als illegitim ab, behauptet die Weiterexistenz des Deutschen Reiches von 1871 und sieht sich als „Nachfahre“ von Wilhelm II., dem letzten deutschen Kaiser und König von Preußen. Sie unterstützte den „Bundesstaat Königreich Preußen - Präsidialstaat Deutsches Reich“ des Holocaustleugners Rigolf Hennig und unterzeichnete Dokumente, die Hennigs fiktiven Anspruch bekräftigen sollten. 2020 verfasste sie eine lange „Anklage“ gegen Mitglieder der Bundesregierung, des Bundestags, Ministerpräsidenten und Verfassungsrichter. Sie stellte Strafanzeigen gegen die „BRD Germany“, in denen sie einen „Hochverrat an den Deutschen“ oder einen „Corona-Weltkrieg“ beklagte. Wegen solcher Aktivitäten erkannte die Landesregierung Rheinland-Pfalz ihr das Ruhegehalt ab; das Urteil wurde 2022 rechtskräftig.
In ihrem späteren Strafprozess wiederholte Elisabeth R. ihre Thesen, die Deutschen seien seit 3000 Jahren Opfer einer „jüdisch-jesuitischen Verschwörungspraxis“. Nur das Deutsche Reich von 1871 habe sich dem entzogen. Die Bundesrepublik sei kein Staat, nur ein „in den USA registriertes Unternehmen“ und eine „Feindmacht Deutschlands“. Sie berief sich ausgiebig auf Martin Luther und dessen Judenschriften und machte die Juden auch für den Nationalsozialismus verantwortlich. Sie bezeichnete Bundeskanzler Olaf Scholz als „Geschäftsführer“, sprach von einer Nazisiedlung in der Antarktis und davon, dass die Urkunden des Thronverzichts von Wilhelm II. Fälschungen seien.

## Ermittlungen und Festnahmen
Ab Mai 2021 beobachtete ein antifaschistisches Recherchekollektiv mehrere Telegramgruppen des „Veteranen-Pools“. Diesen beobachteten auch das Gemeinsame Extremismus- und Terrorismusabwehrzentrum (GETZ) und der Verfassungsschutz Rheinland-Pfalz. Im Oktober 2021 informierte dieser die Generalstaatsanwaltschaft Koblenz über Identität, Wohnsitz und Netzaktivitäten des Nutzers @ThomundAnni (Thomas O.). Der Koblenzer Generalstaatsanwalt leitete Ermittlungen gegen ihn ein, die das Landeskriminalamt Rheinland-Pfalz (LKA) führte. Durch abgehörte Telefonate erfuhr man, dass er für Sprengmittel geeignetes chemisches Material suchte. Verdeckte Ermittler trafen ihn und erfuhren von dem Plan, zahlreiche Umspannwerke zu zerstören. Ab Dezember 2021 wurden O.s Treffen überwacht und Kontaktpersonen abgehört, ab Januar 2022 wurde auch Sven Birkmann überwacht.
Im November 2021 hatte das Recherchekollektiv Zugang zur geschlossenen Chatgruppe „Aktive Veteranen und Patrioten“ erhalten, wo sich die „Vereinten Patrioten“ organisierten. Es dokumentierte deren Pläne und drei Präsenztreffen, auch fotografisch. Am 6. April 2022, während bundesweiter Razzien bei 50 deutschen Neonazis im Umfeld der rechtsterroristischen Gruppen Atomwaffen Division, Combat 18 und Knockout 51, löschten die „Aktiven Veteranen und Patrioten“ all ihre Chats. Das Recherchekollektiv hatte diese jedoch rechtzeitig gesichert und übergab sie den Strafverfolgungsbehörden.
Nach Birkmanns Treffen mit Peter Wörner und Christian Wendler im März 2022 wurden Razzien bei vermuteten Mitgliedern der „Vereinten Patrioten“ durchgeführt. Wendler soll deren Chatgruppen und Pläne gekannt haben und musste danach Waffen und Waffenschein abgeben. Er und Wörner wurden weiter beobachtet, aber nur als Zeugen, nicht als Mitglieder der Gruppe eingestuft.
Im Februar 2022 bestellte Thomas O. bei einem vermeintlichen Waffenhändler, der verdeckter Ermittler war, fünf Sturmgewehre vom Typ AK 47, 30 Kontaktminen, fünf Schutzwesten und Funkgeräte. Bei der fingierten Übergabe des Materials am 13. April 2022 nahm die Polizei ihn fest, ebenso Sven Birkmann (55) aus Falkensee (Brandenburg), Thomas K. (51) aus dem Landkreis Landshut (Niederbayern) und Michael H. (44) aus Bad Zwischenahn (Niedersachsen). Die vier kamen in Untersuchungshaft. Insgesamt ermittelte die Generalstaatsanwaltschaft Koblenz gegen zwölf Deutsche, ließ 21 Häuser durchsuchen und ein Gruppenumfeld von rund 70 Personen beobachten.
Kurz darauf forderte ein Mann in einer Mail an den Koblenzer Generalstaatsanwalt die sofortige Freilassung der vier Festgenommenen und die Freischaltung der Telegram-Chatgruppe „Vereinte Patrioten“. Er drohte mit Geiselnahme, Mord, Terror- und Sprengstoffanschlägen in Deutschland und Europa. Das LKA Rheinland-Pfalz ermittelte den Absender und ließ ihn bis zum 20. April 2022 festnehmen.
Die Ermittler zählten die Festgenommenen zum Kern der Gruppe. Birkmann und Thomas O. galten als deren Planer und Organisatoren. Thomas K. hatte ein Waffenlager angelegt, Michael H. soll die für die geplanten Taten nötigen Finanzmittel beschafft haben. Die übrigen rund 70 Verdächtigen sollen teils illegale Waffen und gefälschte Impfzertifikate besessen und an den Gruppenchats teilgenommen, aber nichts mit den Terrorplänen zu tun gehabt haben. Laut der Generalstaatsanwaltschaft Koblenz zeigten nicht alle 70 Verdächtigen rechtsextreme Merkmale, aber alle verband eine tiefe staatsfeindliche Politik- und Staatsverdrossenheit.
Wegen des Verdachts auf bundesweite Terrorpläne der Gruppe übernahm der Generalbundesanwalt am 26. April 2022 die Ermittlungen. Von da an zog die Bundesanwaltschaft Verfahren zu Gewalttaten mutmaßlicher „Reichsbürger“ und „Coronawiderständler“ an sich.
Am 10. und 11. Oktober 2023 nahm die Polizei in sechs Bundesländern bei Razzien fünf weitere mutmaßliche Mitglieder oder Unterstützer der „Vereinten Patrioten“ fest. Darunter waren ein 52-Jähriger im Landkreis Trier-Saarburg und eine 32-Jährige im Landkreis Bad Dürkheim. Der Mann (Rüdiger P.) soll unter anderem Hochspannungsleitungen ausgekundschaftet haben. Die Frau (Heidi O.) soll mehrere Chatgruppen zum Anwerben neuer Mitglieder betrieben sowie einem Mitglied ihren Pkw und Dokumente mit Anleitungen zur Herstellung von Sprengstoffen überlassen haben. Eine weitere, 53-jährige Frau aus dem Landkreis Bad Dürkheim soll die Pläne der Gruppe gekannt, aber nicht angezeigt haben.
In Heiligenhaus im Landkreis Mettmann verhaftete die Polizei einen 49-Jährigen, der die geplanten Anschläge auf deutsche Energieversorger unterstützt haben soll oder bei der ersten Sitzung einer neuen Regierung eine regionale Führungsrolle einnehmen sollte. In Wolfratshausen ließ die Generalstaatsanwaltschaft München einen Mann festnehmen, weil er sich an der geplanten Lauterbach-Entführung habe beteiligen und dafür in Kroatien Schusswaffen besorgen wollen. Im Landkreis Bergstraße (Südhessen) nahm die Polizei einen 61-Jährigen fest.
Am 13. Oktober 2022 wurde Elisabeth R. als mutmaßliche Rädelsführerin der Gruppe festgenommen. Sie soll spätestens ab Januar 2022 deren „administrativen Arm“ mitgeleitet, Vorgaben für die Gruppenpläne gemacht, diese koordiniert und die Waffenbeschaffung unterstützt haben.
Im Oktober 2023 wurden in Thüringen und Baden-Württemberg drei Wohnungen mutmaßlicher Unterstützer durchsucht. Ein Mann soll der Gruppe einen Server für konspirative Kommunikation zur Verfügung gestellt und sich an der Verwaltung einer geschlossenen Chatgruppe beteiligt haben. Ein anderer soll den Umsturzplänen in Chatgruppen zugestimmt, das Sabotagevorhaben von Umspannwerken bei zwei Gruppentreffen und Gruppenmitgliedern gezeigt haben, wie man Funkgeräte bedient.
Bei weiteren bundesweiten Razzien am 29. November 2023 nahm die Polizei in Bad Bramstedt (Schleswig-Holstein) einen 66-Jährigen fest. Er soll die Absichten der Gruppe gekannt, an ihren Treffen teilgenommen und einen Revolver mitsamt Munition besessen haben. Von April 2022 bis Dezember 2023 wurden somit elf mutmaßliche Mitglieder oder Unterstützer der Gruppe festgenommen, sechs davon nach Beginn des Strafprozesses gegen die ersten fünf.
Nach Zeugenaussagen und Investigativrecherchen hatte die Gruppe etliche weitere Mitwisser oder Unterstützer der Umsturzpläne, die jedoch nicht festgenommen wurden. Anfang April 2025 ließ das bayerische Landeskriminalamt (LKA) bei Anti-Terror-Razzien in Franken und Österreich drei weitere mutmaßliche Unterstützer festnehmen; bei einem davon fand man Waffen. Die drei sollen die Umsturzpläne der Gruppe gekannt und sich mit deren Führungskreis getroffen haben. Spätestens ab März 2022 sollen sie aktiv die Errichtung einer Parallelregierung mit vorbereitet und die Übernahme verschiedener Ämter geplant haben. Laut der Generalstaatsanwaltschaft München gehörten sie zu einer Splittergruppe der „Vereinten Patrioten“ aus dem Umfeld der Coronaleugnerszene.
Im Juni 2025 ließ die Generalstaatsanwaltschaft Hamburg in Groß Wokern (Landkreis Rostock) das Haus eines mutmaßlichen Unterstützers der Gruppe durchsuchen. Er soll an einem Treffen teilgenommen, sich zur Beteiligung an einem Umsturz bereit erklärt und der Gruppe ein Schießtraining angeboten haben. Die Polizei sicherte etwa 100 Asservate im Haus des Mannes, nahm ihn jedoch nicht fest. Am 18. Juni 2025 ließ die Generalstaatsanwaltschaft Sachsen
im Erzgebirgskreis und im Vogtland
Razzien bei fünf Männern durchführen, darunter einem mutmaßlichen Mitglied der Gruppe, einem Unterstützer und drei Mitwissern der Gruppenpläne.

## Ermittlungsergebnisse

### Gruppenpläne
Laut dem Koblenzer Generalstaatsanwalt verfolgte die Gruppe in ihren Chats eine Art Dreistufenplan: Zunächst habe man bei einer „Aktion Blackout“ Anschläge auf Stromleitungen und Umspannwerke ausführen und damit einen großflächigen Stromausfall verursachen wollen. Danach sollte bei der „Aktion Klabautermann“ Gesundheitsminister Karl Lauterbach entführt werden. Schließlich sollte die Bundesregierung gestürzt und ersetzt werden. Mit dem Beschaffen von Geld und Waffen habe die Gruppe die Umsetzung ihrer Pläne vorbereitet. Dies war Anlass der ersten vier Festnahmen.
Im Juli 2022 in der Untersuchungshaft legte Thomas O. ein umfassendes Geständnis ab und räumte die Gruppenpläne zur Entführung von Karl Lauterbach und zum Staatsstreich mit Waffengewalt ein. Laut seinem Verteidiger hatte die Gruppe auch geplant, einen Doppelgänger des Bundespräsidenten, des Bundeskanzlers oder eines anderen prominenten Politikers auftreten zu lassen und die Bevölkerung durch einen bundesweiten Stromausfall von der Medienberichterstattung abzuschneiden. Motiv von Thomas O. sei Unzufriedenheit mit der Politik und den Corona-Maßnahmen gewesen.
Im Mai 2023 klagte die Bundesanwaltschaft die Gruppe wegen ihres dreistufigen Plans an. Ihr übergeordnetes Ziel sei gewesen, die Freiheitlich demokratische Grundordnung der Bundesrepublik Deutschland zu beseitigen. Intern bezeichnete die Gruppe den angestrebten Stromausfall auch als „Silent Night“ und wollte Karl Lauterbach aus einer Fernsehtalkshow vor laufenden Kameras entführen. Seine Festnahme sollte auch im Internet übertragen und dabei eine Botschaft an das eigene „Volk“ ausgesandt werden. Auf interne Nachfragen, wie das nach dem Stromausfall möglich wäre, räumte Elisabeth R. weiteren Beratungsbedarf dazu ein. Die Festgenommenen planten, bei der Entführungsaktion die Personenschützer von Karl Lauterbach „auszuschalten“. Sie wollten durch den Stromausfall bürgerkriegsähnliche Zustände verursachen und das herbeigeführte Chaos zum Umsturz nutzen.
Laut Anklage sollte der Doppelgänger des Bundespräsidenten oder Bundeskanzlers die Bundesrepublik in einer Fernsehansprache für aufgelöst erklären. Mit einer „konstituierenden Versammlung“ wollte die Gruppe die Bundesrepublik durch einen Staat auf Basis der Reichsverfassung von 1871 ersetzen. Laut Birkmanns Aussage vor Gericht sollte die „konstituierende Versammlung“ aus einem Oberhaus mit 277 und einem Unterhaus mit 60 Männern bestehen. Interessierte mussten standesamtlich nachweisen, dass ihre väterlichen Vorfahren bis 1919 im „Deutschen Reich“ geboren worden waren. Beide Kammern sollten am Tag des Umsturzes zusammentreten, die Wiedereinführung der Verfassung von 1871 beschließen und ein neues „Staatsoberhaupt“ bestimmen.
Danach wollte Elisabeth R. im Namen der neuen Staatsführung Wladimir Putin freie Hand für sein Vorgehen in der Ukraine geben. Eine internationale Konferenz sollte die Reichsverfassung von 1871 für Deutschland wieder in Kraft setzen, jedoch ohne Kaiser. So sollte die Ordnung der Bundesrepublik abgeschafft werden. Dieses Ziel machte sie zum Programm der Gruppe. Nach abgehörten Telefonaten hatte R. schon einen Brief an Putin gesandt. Zudem wollte die Gruppe Polens Präsidenten Andrzej Duda schriftlich zusichern, dass man keine Revision der deutschen Ostgrenze beabsichtige. Nach dem Umsturz wollte die Gruppe mit einem Schiff über die Ostsee nach Russland fahren, dort mit russischen Staatsvertretern über einen „Schulterschluss“ verhandeln und militärische Ausrüstung beschaffen. Diese Details des Plans ermittelte das Landeskriminalamt Hessen bis Oktober 2023.
Wie die abgehörten, später im Strafprozess vorgespielten Telefonate belegten, hatte die Gruppe spätestens im Dezember 2021 begonnen, Helfer für ihren Umsturzplan zu rekrutieren. Im Januar 2022 hatte sie konkrete Vorstellungen zu den Umsturzmethoden und suchte schon Geldgeber dazu. Von da an tauschten sich die führenden Mitglieder fast täglich über den aktuellen Stand der Planung und mögliche Helfer aus.

### Waffen, Geld, Dokumente
Bei den Razzien im April 2022 beschlagnahmten die Ermittler 14 Langwaffen und sieben Kurzwaffen. Bei Sven Birkmann fand man ein Kalaschnikow-Maschinengewehr. Thomas O. besaß zwei AK-47-Sturmgewehre und vier Glock-Pistolen mitsamt Munition. Im Haus des Landshuters Thomas K. fand man viele Pistolen, einige Langwaffen, Waffenteile, eine Kiste mit Munition, Messer, zwei Armbrüste, Pfeile, eine Wurfaxt, eine Uniform mit SS-Runen, eine Reichsflagge, Fotografien von Reichsflaggen, fünf neue, leere Benzinkanister und Bücher über angebliche Verschwörungen gegen Deutschland. Auch Bögen, Gaspistolen, Kriegsmunition, Präzisionsschleudern, Polizeiuniformen und ein Nachtsichtgerät wurden gefunden.
Ferner fand man Unterlagen zu Umsturzplänen, gefälschte Impfpässe und Testzertifikate sowie 8.900 Euro Bargeld, Goldbarren, Silbermünzen und Devisen von rund 10.000 Euro.
Später fand man bei dem 61-jährigen Südhessen eine Armbrust, eine Luftdruckwaffe, viele elektronische Speichermedien und Dokumente. Bei dem 66-jährigen Mann aus Bad Bramstedt fand man eine Pistole, Munition dafür und Gewehrmunition.

### Bezüge zur „Patriotischen Union“
Im Umfeld der „Vereinten Patrioten“ entdeckten die Ermittler im April 2022 die ideologisch verwandte mutmaßliche Terrorgruppe „Patriotische Union“ um Heinrich XIII. Prinz Reuß. Diese war im Sommer 2021 gegründet worden und plante ihrerseits, die Bundesregierung zu stürzen und dazu das Berliner Reichstagsgebäude zu erstürmen. Am 7. Dezember 2022 nahmen die Sicherheitsbehörden bei einer großen Razzia 25 ihrer mutmaßlichen Mitglieder fest, darunter Peter Wörner und Christian Wendler.
Im späteren Strafprozess erklärte Birkmann seine Kontakte zu diesen: Er habe Wendler im April 2021 im „Veteranenpool“ kennengelernt und zu sich nach Falkensee eingeladen. Nach ihrem Treffen im Juli 2021 habe Wendler den Veteranenpool jedoch verlassen, weil andere dessen radikalere Pläne nicht bejaht hätten. Als der frühere Bundeswehroberst Maximilian Eder (führendes Mitglied der Patriotischen Union) das Kommando über die Schulbesetzer im Ahrtal beanspruchte, sei es zum Konflikt gekommen: Er, Birkmann, sei dorthin gefahren und habe Eder erfolgreich zum Abzug gedrängt.
Im Februar 2022 habe sich Wendler wieder bei ihm gemeldet und ein Treffen veranlasst. Mitte März 2022 habe er Wendler und Wörner auf einem Parkplatz in Bayern getroffen. Beide hätten zehn kampffähige Mitstreiter zur Erstürmung des Reichstagsgebäudes gesucht. Er, Birkmann, habe diesen Plan für unrealistisch gehalten und eine Beteiligung abgelehnt. Bei einem anderen Treffen seien Mitglieder des Veteranenpools zur neueren Gruppe „Veteranen 5 nach 12“ übergewechselt. Mit einem davon, Matthias H. aus Rottweil (ebenfalls Mitglied der „Patriotischen Union“), sei er in Kontakt geblieben. H. sei aktionsbereit („Gewehr bei Fuß“) gewesen, etwa um einen „Sicherungsring“ um ein neues „Parlament“ zu bilden. Intern sei viel über eine neue Regierung diskutiert und Heinrich Reuß oft als möglicher Regent genannt worden. Er habe mit Reuß ein Treffen geplant. Dieses kam wegen Birkmanns Festnahme nicht mehr zustande.
Thomas O. nannte Reuß in abgehörten Telefonaten „unseren wichtigsten Mann in dieser Geschichte“, den er bald treffen werde. Birkmann weihte Matthias H. detailliert in die Pläne seiner Gruppe ein. H. begrüßte diese Pläne als „Befreiung der ganzen Nation“. H. betrieb damals den von ihm mitgegründeten mitgliederstarken Telegramkanal „Nichts ist so, wie es scheint“, der bekannten Rechtsextremen eine Bühne bot. Er wurde im Dezember 2022 mit 24 weiteren Mitgliedern der Reuß-Gruppe verhaftet, weil er am Aufbau von „Heimatschutzkompanien“ beteiligt gewesen sein soll.

## Strafprozesse

### OLG Koblenz I
Am 17. Mai 2023 begann der Strafprozess gegen Sven Birkmann, Michael H., Thomas K., Thomas O. und Elisabeth R. am OLG Koblenz. Sie waren wegen der Gründung und Mitgliedschaft in einer terroristischen Vereinigung und Vorbereitung eines hochverräterischen Unternehmens gegen die Bundesrepublik angeklagt, vier davon als Rädelsführer. Thomas O. und Thomas K. sollten zudem eine schwere staatsgefährdende Gewalttat vorbereitet und gegen das Waffenrecht verstoßen, Birkmann sollte dazu Beihilfe geleistet und die Terrorpläne finanziert haben.
Die Bundesanwaltschaft zählte Birkmann, Thomas K. und Thomas O. zum „militärischen“, Elisabeth R. und Michael H. zum „administrativen Zweig“ der Gruppe. Thomas O. und Thomas K. seien für den angestrebten bundesweiten Stromausfall zuständig gewesen. O. habe dafür mehrere Objekte der Strominfrastruktur ausgespäht und Kartenmaterial besorgt. Birkmann habe vor allem Karl Lauterbachs Entführung geplant und die Tötung von dessen Personenschützern dabei billigend in Kauf genommen. Auch den bis dahin nicht gefassten und angeklagten Finanzier David W. zählte die Bundesanwaltschaft zum „administrativen Arm“ der Gruppe.
Mehrere Verteidiger beantragten, das Verfahren einzustellen, da nur das Waffenangebot des verdeckten Ermittlers die Pläne ihrer Mandanten provoziert habe. Zum Zeitpunkt der Waffenübergabe sei die Vereinigung noch gar nicht gegründet gewesen. Der Antrag wurde als unbegründet verworfen.
Vor Gericht zeigten die Angeklagten keine Abkehr von ihrer Ideologie. Birkmann bestritt, dass er rechtsextrem und Reichsbürger sei, und behauptete, er habe die freiheitlich-demokratische Grundordnung wiederherstellen, nicht beseitigen wollen. Michael H. verpflichtete den rechtsextremen Szeneanwalt Martin Kohlmann als Wahlverteidiger. Elisabeth R. ließ ihren Anwalt erklären, der Verfassungsschutz habe ihre Festnahme „inszeniert“. Sie habe „die Aufdeckung dieses Betrugs sowie die Vorführung des dahinterstehenden okkult-politischen Systems“ beschlossen und deshalb ihre Verhaftung „provoziert“.
In seiner Einlassung (Juni 2023) gestand Birkmann seine leitende Rolle in der Gruppe und Zuständigkeit für deren Entführungsplan. Man habe Karl Lauterbach ausgewählt, weil dieser in einer Telegramumfrage am unbeliebtesten gewesen sei. Er habe die nötige Ausrüstung dafür aufgelistet und deren Kosten mit 50.000 Euro kalkuliert. Man habe die Entführung live im Fernsehen übertragen wollen und diskutiert, ob die Personenschützer erschossen oder nur eingeschüchtert werden sollten und ob man Lauterbach dann wieder freilassen oder zum Internationalen Strafgerichtshof bringen solle. Birkmann nannte Lauterbach mehrmals „das Karlchen“ und erklärte, die Entführung sei als „Showelement“ geplant worden, um zu zeigen: „Seht her, wir können das.“ Den „Haftbefehl“ habe Elisabeth R. verfasst. Diese bestritt das.
In ihrer Einlassung (Juli 2023) behauptete Elisabeth R., sie habe nur mit zwei anderen Angeklagten Kontakt gehabt, in drei Monaten 15-mal mit ihnen telefoniert und an sieben Treffen teilgenommen. Die Ermittler hätten eine Terrorgruppe und ihre Mitgliedschaft darin als „reines Spukgespenst“ erfunden und Beweismittel unterschlagen. Sie präsentierte tagelang Reichsbürgerideologie und räumte ein, dass sie die Reichsverfassung von 1871 wieder einführen wollte, bestritt aber jede Gewaltabsicht. Den Terrorplanungsvorwurf wies sie als „strafrechtlich relevante Verleumdung“ zurück. Auch Michael H. bestritt in seiner Einlassung (September 2023) eine verfassungsfeindliche Gesinnung. Er sei kein Reichsbürger. Die Gruppe habe weder eine Struktur noch Leitung gehabt. Er habe von gewaltsamen Aktionen und Waffenkäufen nichts geahnt. Es habe auch „nie eine echte Planung, sondern viele Ideen verschiedener Personen“ gegeben. Mit dem Vorspielen der abgehörten Telefonate entkräftete die Anklage diese Behauptungen.
Die Belastungszeugin Isabell B. aus Hildesheim sagte aus, sie habe Birkmann über die prorussische Telegramgruppe „Nationale Befreiungsbewegung in Deutschland“ (DEU-NOD) kennengelernt und diese dann gemeinsam mit ihm administriert. Sie habe die Umsturzpläne von Birkmanns Gruppe gekannt, aber als „Schnapsidee“ eingestuft. Als sie gemerkt habe, dass die Gruppe die Pläne ernst meinte, sei sie zur Polizei gegangen. Sie werde daher als Verräterin bedroht. – Laut Birkmann kannte Isabell B. „Hinz und Kunz“ im verschwörungsideologischen Spektrum, empfahl seiner Gruppe nicht registrierte SIM-Karten und setzte sich für mehr Deutschtum ein. Sie habe die Umsturzpläne gutgeheißen und sich wohl ein Deutsches Reich „in den alten Grenzen“ gewünscht.
Im Oktober 2024 schloss ein Gerichtsgutachter eine Wahnerkrankung von Elisabeth R. aufgrund ihres Verhaltens im Prozess aus und erklärte sie für voll schuldfähig.
Im Dezember 2024 forderte die Bundesanwaltschaft in ihrem Schlussplädoyer gegen die vier Hauptangeklagten hohe Freiheitsstrafen von sechs bis acht Jahren. Beim fünften Angeklagten (Thomas K.) sah sie eine untergeordnete Rolle in der Gruppe und forderte gegen ihn drei Jahre und sechs Monate Freiheitsstrafe. Elisabeth R.s Verteidiger forderte einen Freispruch für sie, da sie Gewalt strikt ablehne und von Gewaltplänen nichts gewusst habe. Ihre Suche nach rund 300 Männern deutscher Abstammung zum Besetzen des Parlaments sei ein „verfassungskonformes Vorgehen“ gewesen. Auch Michael H.s Anwälte forderten Freispruch für ihn, da die Gruppenpläne völlig unrealistisch und ungefährlich gewesen seien. Nur durch den verdeckten Ermittler sei die Gruppe an Schusswaffen gelangt; man habe ihnen diese rechtsstaatswidrig „untergeschoben“. Dagegen räumte Birkmanns Anwalt die Anklagepunkte gegen seinen Mandanten ein und bestritt nur den Grad der davon ausgehenden Staatsgefährdung.
Im Januar 2025 legte Michael H. neue Indizien dafür vor, dass die Anschlagspläne unrealistisch gewesen seien. Seine Anwälte forderten ein Gutachten dazu und verzögerten damit das erwartete Gerichtsurteil.
Am 6. März 2025 verurteilte das OLG die vier Rädelsführer der Gruppe für die erwiesene Bildung einer terroristischen Vereinigung zum hochverräterischen Sturz der Bundesrepublik, die geplante bewaffnete Entführung von Karl Lauterbach und den geplanten wochenlangen Stromausfall unter Inkaufnahme von vielen Toten zu mehrjährigen Freiheitsstrafen. Laut der Urteilsbegründung legitimierten die Coronaschutzmaßnahmen der Bundesregierung kein Widerstandsrecht dagegen; vielmehr habe die Gruppe selbst die verfassungsmäßige Ordnung beseitigen wollen. Eine realistische Erfolgsaussicht sei für das Urteil irrelevant, da alle Beteiligten den Umsturzplan ernst gemeint hätten. Der vom verdeckten Ermittler angebotene Waffenkauf sei keine Tatprovokation gewesen, da die Gruppe vielfältig Waffen zu beschaffen versucht habe. Sven Birkmann erhielt wegen seines Geständnisses fünf Jahre und neun Monate Haft, Thomas O. sechs Jahre und sechs Monate, Thomas K. zwei Jahre und zehn Monate, die er in der Untersuchungshaft schon verbüßt hatte. Elisabeth R. wurde als Chefideologin, treibende Kraft und Verfasserin des „kriegsrechtlichen Haftbefehls“ für Lauterbach zu sieben Jahren und neun Monaten Haft verurteilt. Michael H. erhielt wegen seiner Vorstrafen, seiner Mittlerrolle in der Gruppe und seiner widersprüchlichen Aussagen vor Gericht die längste Freiheitsstrafe von acht Jahren. Sein Verteidiger legte Revision beim Bundesgerichtshof (BGH) ein.

### OLG Koblenz II
Seit 18. April 2024 verhandelte das OLG Koblenz gegen zwei weitere Angeklagte aus dem Umfeld der Gruppe, Robert P. aus Trier-Saarburg und Heidi O. aus Bad Dürkheim. Die 33-jährige Tochter des Angeklagten Thomas O. ließ sich von den rechtsextremen Szene-Anwälten Nicole Schneiders und Peter Richter verteidigen.
Robert P. bestritt die Vorwürfe und erklärte, Fotos von Stromtrassen auf seinem Handy seien zufällig entstanden. Er räumte aber seinen Kontakt zu den „Vereinten Patrioten“ ein: Er sei ab Januar 2022 in deren Telegramgruppen aktiv gewesen, habe Mitstreiter im Kampf gegen Impfungen und Maskenpflicht gesucht und als Nutzer „Wildsau“ manches geschrieben, für das er sich heute schäme. Auf Einladung von Thomas O. habe er einmal an einem Gruppentreffen an der Bescheider Mühle (Landkreis Trier-Saarburg) teilgenommen. Dort sei von der geplanten Lauterbach-Entführung und den Umsturzfantasien keine Rede gewesen. Thomas O. habe ihn gebeten, ob er bei ihm Waffen lagern könne. Doch erst nach den Verhaftungen im April 2023 sei ihm das Ausmaß der Pläne klar geworden.
Am 30. April 2025 verurteilte das OLG Robert P. zu 32, Heidi O. zu 30 Monaten Haft, weil sie in die Umsturzpläne der Gruppe eingeweiht waren und diese tatkräftig unterstützt hatten.

### OLG Hamburg
Am 8. April 2024 klagte die Staatsanwaltschaft Hamburg den 66-Jährigen aus Bad Bramstedt wegen Vorbereitung zum Hochverrat, Unterstützung einer terroristischen Vereinigung und eines Verstoßes gegen das Waffengesetz an. Er habe auf Telegram in mehreren von ihm betriebenen Gruppen die Wiedereinführung der Reichsverfassung von 1871 propagiert, seit Anfang 2022 die Absichten der „Kaiserreichsgruppe“ gekannt, an mehreren ihrer Treffen teilgenommen, dort seine Bereitschaft zur Mitwirkung an dem geplanten gewaltsamen Umsturz und zur Fahrt in die russischen Hoheitsgewässer erklärt. Zudem habe er Mitglieder seiner Chatgruppen an die Gruppe herangeführt und einen scharfen Revolver sowie scharfe Munition besessen.
Seit 27. April 2024 verhandelt das Hanseatische Oberlandesgericht in Hamburg gegen den Mann. Im Mai 2024 räumte er die Anklagevorwürfe als weitgehend zutreffend ein: Er sei durch Telegramchatgruppen wie „Deutsches Reich 1871“ oder „Deutsches Reich intern“ in die Reichsbürgerszene gekommen, habe die Umsturzpläne der „Vereinten Patrioten“ seit dem 22. Februar 2022 gekannt, an mehreren Gruppentreffen teilgenommen und im Gruppenauftrag ein Segelschiff in russische Gewässer einfahren wollen, um Wladimir Putin persönlich um Unterstützung der neuen Staatsgründung zu bitten. Er räumte auch ein, dass er Waffen beschaffen wollte, aber nicht für den Umsturz. Den Plan für den Stromausfall habe er abgelehnt und versucht, den Verfassungsschutz telefonisch zu warnen. Nach Angaben eines Behördensprechers wurden seine Telefonanrufe als „zu unspezifisch“ nicht weitergeleitet. Im Juli 2024 verurteilte das OLG Hamburg den Mann zu 24 Monaten Haft.

### OLG Düsseldorf
Am 19. April 2024 erhob die Generalstaatsanwaltschaft Düsseldorf gegen den damals 49-Jährigen aus Heiligenhaus im Landkreis Mettmann Anklage wegen Mitgliedschaft in einer terroristischen Vereinigung und Vorbereitung eines hochverräterischen Unternehmens. Er soll über Telegram zu den „Vereinten Patrioten“ gestoßen sein, von Januar bis April 2022 zu ihnen gehört, sich bei mehreren persönlichen Treffen zum Mitwirken an ihrem Umsturzplan bereit erklärt und die Tatpläne konkretisiert haben. Zudem soll er für deren Umsetzung in gleichgesinnten Gruppen weitere Mitglieder und Unterstützer anzuwerben versucht und 52 Sprengsätze in seiner Wohnung aufbewahrt haben. Die Gruppe habe ihm bei Anschlägen auf die deutsche Energieversorgung oder bei der Organisation einer „konstituierenden Sitzung der neuen Regierung“ eine regionale Führungsrolle zuweisen wollen.
Am 3. Juni 2024 begann am Oberlandesgericht Düsseldorf der Strafprozess gegen den Angeklagten, der sich nach anfänglichem Schweigen aussagebereit zeigte. Er radikalisierte sich laut Anklage während der Corona-Pandemie, besonders nach der Flutkatastrophe im Ahrtal, und kandidierte 2021 für die Basisdemokratische Partei Deutschland.
Am 5. Juni 2024 legte der Mann ein Teilgeständnis ab: Er sei Mitglied der Gruppe und bereit gewesen, Anschläge auf Stromleitungen durchzuführen und diese im Aachener Raum auszukundschaften. Er habe sein angekündigtes Vorhaben aber nicht umgesetzt und „denen einfach erzählt, da seien zwei Stromleitungen.“ Er habe auch eine (in der Gruppe erwogene) Entführung von Angela Merkel abgelehnt. Seit seiner Untersuchungshaft distanziere er sich vom verfassungsfeindlichen Gedankengut der Gruppe; er habe sich „da so reingequatscht in den Blödsinn.“ Er habe sich schon früh innerlich von der Reichsbürgerideologie distanziert, aber nicht gewusst, wie er die sich bewaffnende Gruppe gefahrlos hätte verlassen können. Der Vorsitzende Richter konfrontierte ihn dann mit seiner Eigenaussage vom April 2022 („Ich bin bereit, das Besprochene umzusetzen“) und einer Karte mit dem deutschen Höchstspannungsnetz, die man bei ihm gefunden hatte. Der Angeklagte erklärte, er habe diese Karte bei einem Gruppentreffen in Bauerbach erhalten. Die 52 illegalen Polen-Böller in seinem Wohnhaus seien Reste von Silvester gewesen.
Seine Verteidiger erklärten, er sei „ein auf Abwege geratener Corona-Gegner“, kein Reichsbürger. Am 14. August 2024 verurteilte das OLG Düsseldorf ihn jedoch unter anderem wegen Mitgliedschaft in einer Terrorvereinigung zu 34 Monaten Haft. Durch Verzicht beider Seiten auf Rechtsmittel wurde das Urteil rechtskräftig.

### OLG München
Am 6. Mai 2024 erhob die Generalstaatsanwaltschaft München vor dem Oberlandesgericht München Anklage gegen den 42-jährigen Wolfratshausener wegen Unterstützung einer terroristischen Vereinigung mit Vorbereitung eines hochverräterischen Unternehmens. Er soll den Entführungsplan der Gruppe mit dem Angebot unterstützt haben, mehrere Tonnen Kriegswaffen und Munition zu beschaffen und an der bewaffneten Absicherung der „konstituierenden Sitzung“ nach dem geplanten Umsturz teilzunehmen.
Am 21. Juni 2024 begann der Strafprozess gegen den Wolfratshausener vor dem OLG München. Er war schon vor seiner Festnahme unter anderem wegen Volksverhetzung polizeibekannt und soll die „Vereinten Patrioten“ seit Mitte Januar 2022 unterstützt haben. Er erhielt eine Bewährungsstrafe.

### OLG Frankfurt am Main
Am 17. April 2024 erhob die Generalstaatsanwaltschaft Frankfurt am Main vor dem Oberlandesgericht Frankfurt am Main Anklage gegen den 61-Jährigen Südhessen Wilhelm P. wegen der Mitgliedschaft in einer terroristischen Vereinigung und Vorbereitung eines hochverräterischen Unternehmens. Er soll an Gruppentreffen teilgenommen, an der geplanten Lauterbach-Entführung mitzuwirken zugesagt, seine Garage als Waffenlager angeboten und sich bereit erklärt haben, mit einer Delegation per Schiff nach Russland zu fahren, um dort über einen „Schulterschluss“ zu verhandeln und militärische Ausrüstung zu beschaffen. Am 16. Juli 2024 ließ das OLG die Anklage zu.
Am 30. August 2024 begann der Prozess mit einer Erklärung des Angeklagten Wilhelm P.: Er sei durch Coronaschutzmaßnahmen arbeitslos geworden, habe sich verschuldet und immer mehr Zeit auf Telegram verbracht. Im Dezember 2021 habe er sich der „Kaiserreichsgruppe“ angeschlossen. Heute wisse er, dass dies eine „große Dummheit“ gewesen sei. Das Gericht wertete seine Aussage als Geständnis. Am 25. November 2024 verurteilte das OLG Wilhelm P. wegen der beiden Anklagepunkte rechtskräftig zu zweieinhalb Jahren Haft.

### OLG Celle
Im Januar 2025 eröffnete das Oberlandesgericht Celle einen Strafprozess gegen die bis dahin als Zeugin geführte „Reichsbürgerin“ Isabell B. (38) wegen Vorbereitung eines hochverräterischen Unternehmens und Mitgliedschaft in einer terroristischen Vereinigung. Laut Oberstaatsanwalt Karim Jouran hatte sie Anfang 2022 an mindestens zwei Treffen der Gruppe teilgenommen, wo der mehrstufige Plan zur Absetzung der Bundesregierung und der „Reaktivierung“ des deutschen Kaiserreichs von 1871 diskutiert worden war. Sie habe zum ersten Treffen Schlagwaffen mitgebracht und Nahkampfschulungen durch einen befreundeten Trainer angeboten. Zudem habe sie ihren Mitstreitern gezeigt, wie man Spuren im Internet verwischt. Daher sei sie Beteiligte, nicht nur Mitwisserin gewesen.
Nach Investigativrecherchen hatte das Landeskriminalamt Niedersachsen Isabells B.s Ehemann 2003 als Mann mit rechtsextremen „Szene-Kontakten“ geführt. Sie hatte Birkmann 2020 kennengelernt und mit ihm auch den „Veteranenpool“ und dessen internen Kanal „Vereinte Patrioten“ administriert. Sie war an den konspirativen Treffen der Gruppe am 15. Januar 2022 in Schlotheim und am 20. Februar 2022 bei Rigolf Hennig in Verden beteiligt. Das zweite Treffen fand nach B.s Gang zur Polizei statt.
Am 22. Januar 2025 sagte eine Polizeioberkommissarin als erste Zeugin aus, B. habe sie im Februar 2022 in Sarstedt (Landkreis Hildesheim) bei einer Demonstration gegen staatliche Coronamaßnahmen vor einem bevorstehenden Verbrechen gewarnt und berichtet, dass sie Angst um ihr Leben und um das Leben ihrer Kinder habe. Sie habe ihre Ablehnung der Reichsbürgerideologie klargemacht.

### OLG Stuttgart
Ende Juni 2025 klagte die Generalstaatsanwaltschaft Stuttgart vor dem Oberlandesgericht Stuttgart zwei Männer wegen Unterstützung der Gruppe an: Der eine aus dem Rhein-Neckar-Kreis soll schon vor Gründung der Gruppe einem Rädelsführer seine Bereitschaft zu Sabotageaktionen gegen die Stromversorgung gezeigt haben. Dazu habe er bei einem Gruppentreffen im Januar 2022 die Funktionsweise von Funkgeräten erklärt und  das Projekt einer Selbstversorgergemeinschaft für ein Leben nach einem möglichen Stromausfall vorgestellt. Der andere aus dem Rems-Murr-Kreis soll der Gruppe von Januar bis April 2022 einen von ihm betriebenen Server für die verschlüsselte Kommunikation zur Verfügung gestellt und eine geschlossene Chatgruppe verwaltet haben, die den Umsturz mit vorbereiten sollte. Trotz einzelner Bedenken hätten beide Männer den Plan insgesamt gebilligt.

## Folgen

### Personenschutz
Karl Lauterbach hatte seit den ersten Schutzmaßnahmen zur COVID-19-Pandemie in Deutschland (März 2020, 21 Monate vor seinem Amtsantritt als Gesundheitsminister) viele Morddrohungen erhalten und wurde schon länger von Personenschützern bewacht. Anders als Österreichs Gesundheitsminister Wolfgang Mückstein, der im März 2022 wegen solcher Drohungen zurücktrat, wollte sich Lauterbach dadurch nicht einschüchtern und aus dem Amt drängen lassen. Er machte Drohungen im Internet zeitnah öffentlich, etwa auf Twitter, und forderte deren sofortige Löschung.
Seit April 2022 erhielt er die höchste Gefährdungsstufe im Personenschutz des Bundeskriminalamts (BKA) und wurde fortan rund um die Uhr bewacht. Dies schränkt seine Bewegungsfreiheit im Privatleben erheblich ein. Zu Beginn des ersten Strafprozesses (Mai 2023) dankte Lauterbach den beteiligten Ermittlern und seinen Personenschützern. Die Festnahmen hätten sein Vertrauen in den Rechtsstaat gestärkt. Er zeigte sich besorgt, „dass sich solche Gruppen jederzeit bilden können und auch Zugang zu Waffen haben.“

### Einordnung durch Experten
Laut dem Politikwissenschaftler Jan Rathje vom CeMAS – Center für Monitoring, Analyse und Strategie benutzten die angeklagten Gruppenmitglieder ihren Strafprozess zum öffentlichen Verbreiten ihrer Ideologie. Dies sei eine gängige Reichsbürgerstrategie. Die Aussagen etwa von Elisabeth R. zielten darauf, „die Existenz einer mutmaßlich existierenden geheimen jüdischen Fremdherrschaft über die Deutschen in den Gerichtsverhandlungen zu entlarven und damit das Deutsche Reich wieder handlungsfähig zu machen“.
Der Rechtsextremismusforscher Miro Dittrich (CeMAS) sieht die Gruppe als Beispiel für eine verbreitete Radikalisierung der Reichsbürgerszene: Während der Coronakrise hätten sie geglaubt, ein Umsturz stehe kurz bevor. Nach dem Abklingen der Krise sei nun ihre Frustrationsphase eingetreten. Für sie habe der „Krieg gegen die wahren Deutschen“ nicht aufgehört. Daher hätten sie das Gefühl, in Notwehr zu handeln und zu Gewalt greifen zu müssen. Der Versuch, Stromnetze lahmzulegen, stamme aus der White-Supremacy-Bewegung in den USA. Man erwarte dabei, dass andere Gruppen („versteckte Armeen“) bei einer momentanen Schwäche des Staates ebenfalls zuschlagen würden. Diese Selbstüberschätzung komme aus dem Glauben, eine schweigende Bevölkerungsmehrheit stehe hinter ihnen. Die Irrationalität dieser Szene mache sie umso gefährlicher: „Sie sind nicht mehr erreichbar und halten an ihren Positionen fest, die sie mit Gewalt umsetzen wollen.“
Laut Irene Mihalic (Grüne) haben die deutschen Sicherheitsbehörden diese Gefahr lange systematisch unterschätzt. Eine antisemitische, rechtsextreme und eindeutig verfassungsfeindliche Ideologie verbinde die verschiedenen Reichsbürger-Gruppen. Die Terrorpläne der „Vereinten Patrioten“ seien nur „die Spitze des Eisbergs“. Das müsse der Strafprozess gegen sie berücksichtigen. Ähnlich äußerten sich die Rechtsextremismusexperten anderer Bundestagsparteien.